# كريستوفر غور
كريستوفر غور (بالإنجليزية: Christopher Gore )‏ (و. 1758 – 1827 م) هو سياسي، ودبلوماسي، ومحامي أمريكي، ولد في بوسطن، كان عضوًا في الحزب الفيدرالي الأمريكي، كان عضوًا في الأكاديمية الأمريكية للفنون والعلوم، توفي في والثام، عن عمر يناهز 69 عاماً.

## مناصب
تولى منصب حاكم ماساتشوستس ‏ (1 مايو 1809–10 يونيو 1810)
- عضو مجلس الشيوخ الأمريكي.

## التعليم
تعلم في كلية هارفارد.

## جوائز
حصل على جوائز منها:
- زميل الأكاديمية الأمريكية للفنون والعلوم.